# Saunders Lewis
John Saunders Lewis (15. října 1893 – 1. září 1985) byl velšský básník, dramatik, historik, literární kritik a politik. Byl významným představitelem velšského nacionalismu a zakladatelem politické strany Plaid Cymru, která usilovala o odtržení Walesu od Spojeného království.
Ve 20. a 30. letech působil na univerzitě ve Swansea a publikoval tehdy svá klíčová literárně-vědná díla: A School of Welsh Augustans (1924), Williams Pantycelyn (1927) Braslun o hanes llenyddiaeth Gymraeg (Nástin historie velšské literatury) (1932).
Po první světové válce Lewise silně ovlivnilo hnutí za irskou nezávislost a chtěl vytvořit jeho velšskou obdobu. Založil organizaci Y Mudiad Cymreig (Velšské hnutí). Roku 1925 ji sloučil s hnutím Byddin Ymreolwyr Cymru (Velšská domovská armáda) H. R. Jonese a založil politickou stranu Plaid Genedlaethol Cymru (Velšská národní strana), v jejímž čele stál až do roku 1939. Pod jeho vedením měla strana spíše kulturní, než politický program, hlavním cílem strany bylo zachránit a šířit velštinu. Strana se více politizovala roku 1936, po aféře, kdy se Londýn rozhodl na poloostrově Llŷn zřídit školu pro bombardovací letectvo, což vyvolalo ve Walesu mohutné protesty známé jako Tân yn Llŷn („Oheň z Llŷnu“). Llŷn byl jedním z klíčových míst historie velšské kultury a literatury a Lewis brojil proti tomu, že se britská vláda pokouší z této posvátné půdy udělat místo pro vyvíjení „barbarských vojenských metod“ (barbaric method of warfare). Později mu bylo vyčítáno, že se během vzrušených diskusí roku 1936 uchýlil i k obhajobě Adolfa Hitlera, když řekl: "Okamžitě splnil svůj slib - slib, který byl velmi zesměšňován v Londýně - úplně zrušit finanční sílu Židů v hospodářském životě Německa." V důsledku svých aktivit během Tân yn Llŷn byl také propuštěn z univerzity ve Swansea, což vyvolalo další rozhořčení velšské, nacionálně orientované veřejnosti. Za druhé světové války pak prosazoval velšskou neutralitu.
Po válce se věnoval zejména literární činnosti. Znovuoprášil svou předválečnou hru Blodeuwedd (Květinová žena) (1948) a napsal i řadu dalších: Siwan (1956), Gymerwch chi sigarét? (Nemáte cigaretu?) (1956), Brad (Zrada) (1958), Esther (1960), Cymru fydd (Zítřejší Wales) (1967). Rovněž přeložil Beckettovo Čekání na Godota do velštiny. Napsal i dvě novely: Monica (1930) a Merch Gwern Hywel (Dcera Gwern Hywel) (1964). Jeho publicistika byla shrnuta v souborech Canlyn Arthur (1938), Ysgrifau dydd Mercher (Středeční eseje) (1945), Meistri'r canrifoedd (Mistři století) (1973), Meistri a'u crefft (Mistři a jejich umění) (1981) a Ati ŵyr ifainc (Jdi do toho, mladý muži) (1986).
V anketě 100 velšských hrdinů z roku 2004 obsadil 10. místo.